# Campionati europei di 470 1993
I Campionati europei di 470 1993 si sono svolti a Breitenbrunn am Neusiedler See, in Austria, dal 5 al 13 giugno 1993.

## Podi
| Evento        | Oro                                      | Argento                                 | Bronzo                              |
| 470 Open      | Svezia Markus Westerlind Henrik Wallin   | Germania Michael Koch Stefan Theuerkauf | Israele Shay Bachar Ilan Tshtash    |
| 470 Femminile | Ucraina Ruslana Taran Svetlana Oleksenko | Germania Susanne Meyer Katrin Adlkofer  | Germania Nicola Birkner Wibke Bülle |

## Medagliere
| Posiz. | Nazione  | Oro | Argento | Bronzo | Totale |
| ------ | -------- | --- | ------- | ------ | ------ |
| 1      | Ucraina  | 1   | 0       | 0      | 1      |
| 1      | Svezia   | 1   | 0       | 0      | 1      |
| 3      | Germania | 0   | 2       | 1      | 3      |
| 4      | Israele  | 0   | 0       | 1      | 1      |
| Totale | Totale   | 2   | 2       | 2      | 6      |